# Raymond Viviès de La Prade
Pour les articles homonymes, voir Viviès (homonymie).
 (décembre 2020).
Guillaume Raymond Amant Viviès, baron de la Prade, né le 3 novembre 1763 à Sainte-Colombe-sur-l'Hers et mort le 12 janvier 1813 à Vilnius, en gouvernement de Vilna, est un général français de la Révolution et de l’Empire.

## Biographie
Né dans le Quercorb, aux confins de l’Aude et de l’Ariège, fils de Thomas Viviès (1724-1799), négociant-drapier, et de Jeanne Escolier, Raymond s'engage dans l'armée en 1793. Parmi les premiers membres de la Légion d’honneur, il est nommé chevalier le 11 décembre 1803 et promu officier de l’ordre six mois plus tard : son aigle d'or lui est remise lors de la cérémonie du camp de Boulogne le 14 juin 1804. 
Viviès participe à toutes les campagnes majeures de la période. Six ans après son engagement, il est chef de brigade et commande un an plus-tard une unité composée de près de 2 000 hommes, le 43e régiment d'infanterie de ligne. Pour le récompenser de sa conduite pendant la campagne d’Italie, Napoléon le fait chevalier de la Couronne de fer à l’instar des maréchaux Bernadotte, Augereau, Masséna et Berthier.

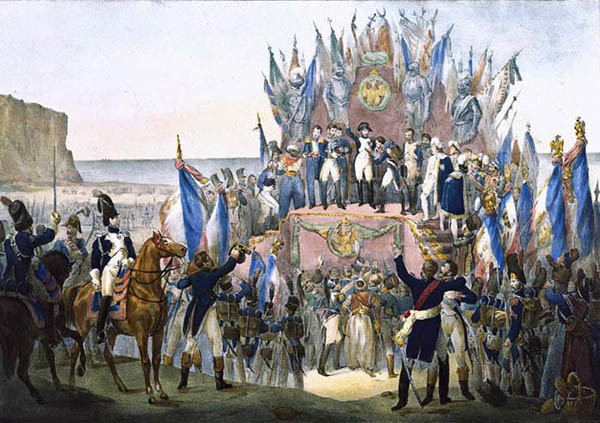
Remise de la Légion d'honneur au Camp de Boulogne, 14 juin 1804

À l'armée d'Angleterre à partir de 1801, Viviès sert sous les ordres du général Saint-Hilaire qui note à son propos : « exerce son autorité avec la dignité et la fermeté du bon chef et de l'homme éclairé ». Le maréchal Soult commente quant à lui à propos de ses états de service : « bon colonel, mène bien son régiment, se rend digne d'un nouveau grade ». C’est à Austerlitz qu’il gagne ses étoiles, puisqu’il intervient avec son régiment au moment critique de l’assaut du plateau de Pratzen. Son régiment est cité dans le 31e bulletin de la Grande Armée relatant la bataille.

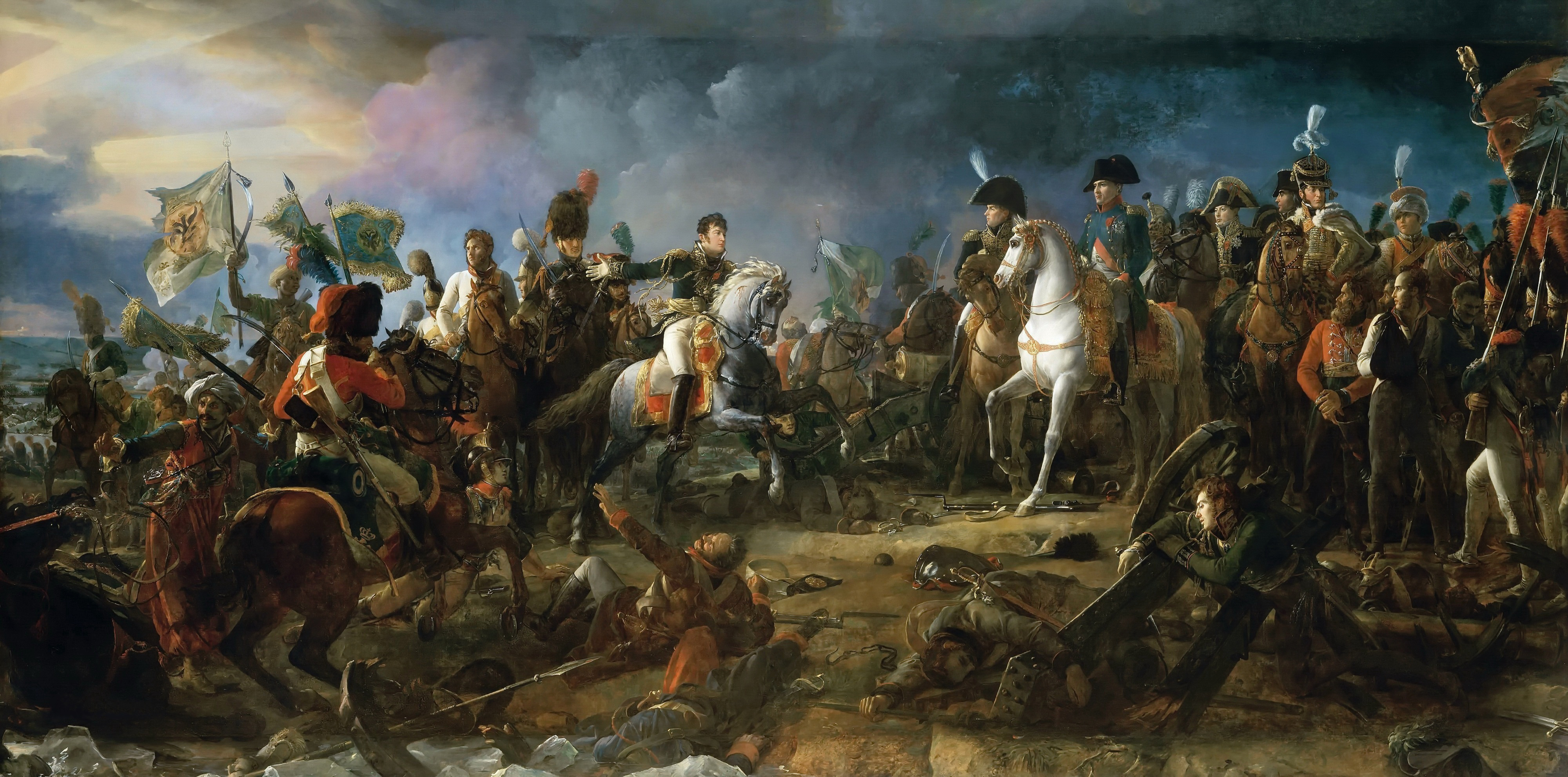
Napoléon à Austerlitz, par François Gérard.

Pendant la campagne de Pologne, le général de brigade Viviès s’illustre à Iéna et surtout à Eylau, où la prise du cimetière par son unité est décisive dans la conclusion de cette bataille. Pour ce fait d’armes, il est cité par l’Empereur dans le Mémorial de Sainte-Hélène (tome I, chapitre huitième).

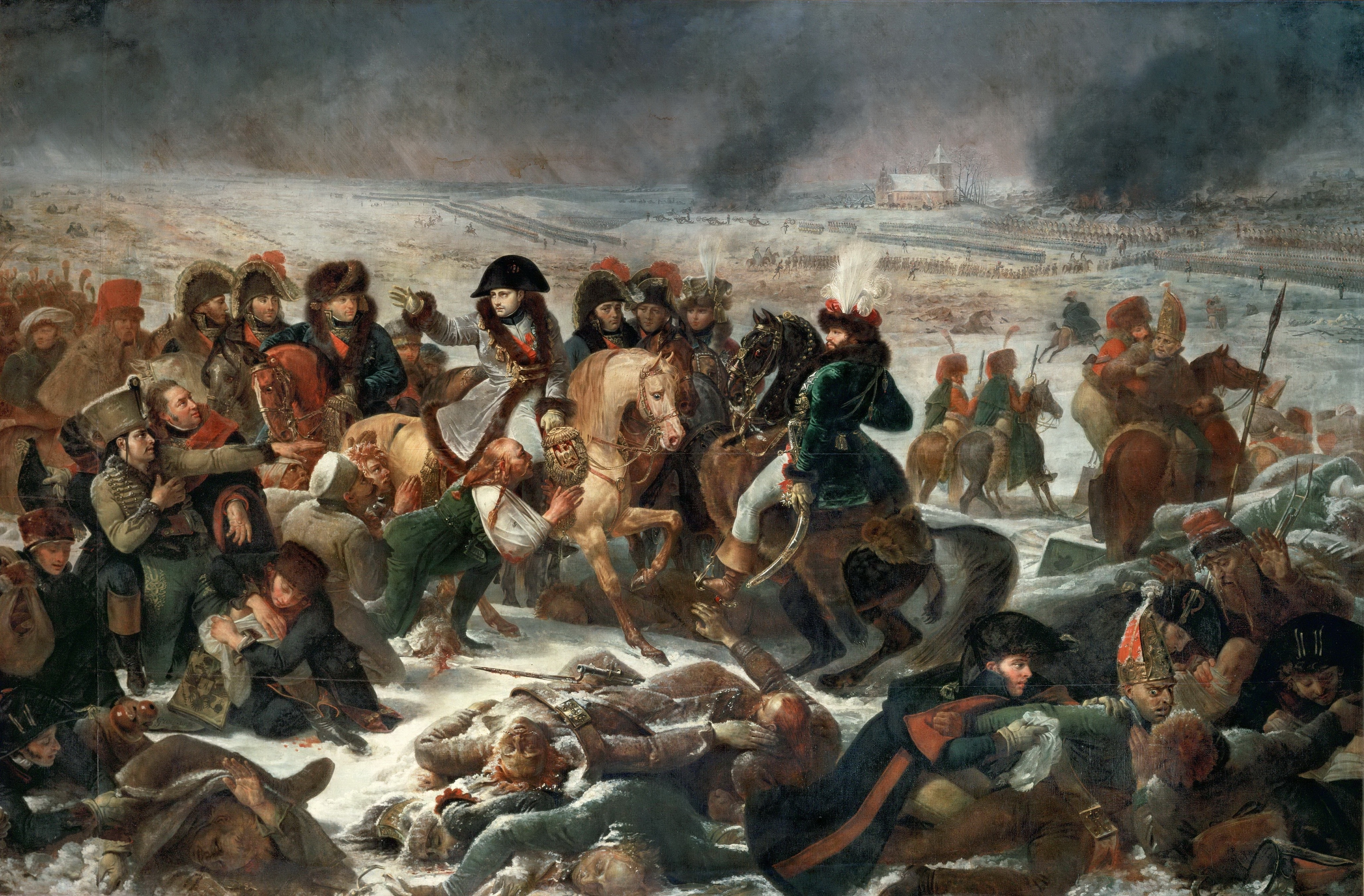
Napoléon à Eylau, par Antoine-Jean Gros.

En juin 1807, il participe activement à la bataille d'Heilsberg — prélude à celle de Friedland — et y est blessé. Pendant sa convalescence, il est fait baron de l’Empire sous le nom de Viviès de La Prade, du nom d’une propriété héritée de son père. En 1809, il repart en campagne car une 5e coalition est organisée contre Napoléon : l’Autriche, avec le soutien de l’Angleterre, a reconstitué une armée et pénétré en Bavière. Sous les ordres du général Molitor, il s'empare de l'île de Lobau sur le Danube le 18 mai, prologue des combats acharnés que vont se livrer 40 000 Français et 95 000 Autrichiens autour des villages d'Aspern et d'Essling. Le maréchal Lannes, compagnon d'armes de Viviès, y laisse la vie.
La campagne de Russie est le dernier fait d’armes du général. Affecté au 2e corps de la Grande Armée sous le commandement du maréchal Oudinot, Viviès ne voit pas brûler Moscou car ses troupes sont cantonnées au nord pour verrouiller la route de Saint-Pétersbourg. Il fait cependant partie du dispositif qui permet à Napoléon d’éviter la capture et de s’échapper de la souricière de la Bérézina. Couvrant les arrières des débris de la Grande Armée, il est capturé par les Russes aux abords de Vilna et meurt de fièvre et à bout de force en janvier 1813 au milieu du chaos indescriptible qui règne dans la ville. Sa dépouille n’a jamais été rapatriée en France. 

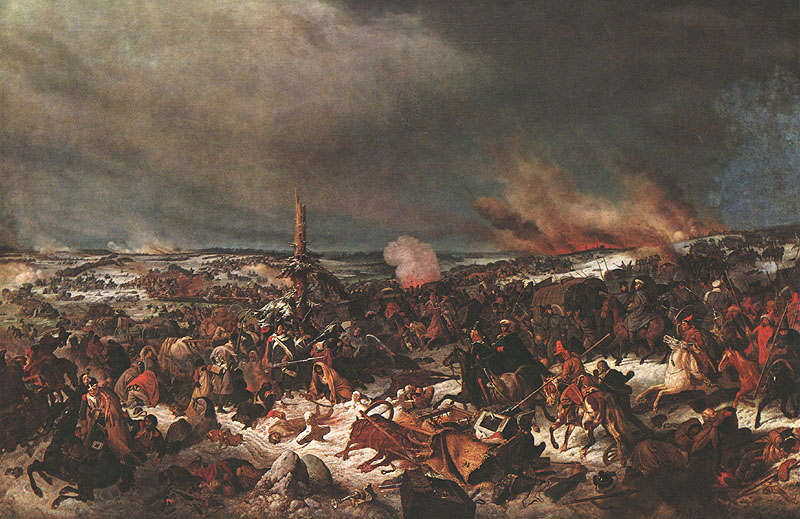
Le passage de la Bérézina, par Peter von Hess.

Seule une épitaphe inscrite sur le caveau familial dans le cimetière de Sainte-Colombe-sur-l'Hers perpétue son souvenir. Georges Rivollet lui consacre une notice dans son ouvrage L'Arc de Triomphe et les oubliés de la gloire (Paris, J. Peyronnet et Cie, 1969), qu'il clôt par « encore un soldat d'Austerlitz oublié ».

## Environnement familial
Thomas, le père de Raymond Viviès, né en 1724, mort le 8 août 1799 (21 thermidor an VII) était négociant-drapier établi à Sainte-Colombe-sur-l'Hers. L'industrie textile est en plein développement dans le Quercorb. Il avait épousé le 23 juin 1756, à Sainte-Colombe-sur-l'Hers, Jeanne Escolier, dont la dot s'élevait à 3 200 livres. Ils eurent :
- Marguerite Viviès, morte le 10 mars 1822 à Sonnac-sur-l'Hers, qui épousa le 28 novembre 1786, Pierre Bezard (né le 4 mars 1754, mort le 6 juillet 1826). Ils eurent 6 enfants : Paul Bezard-Viviès (1787-1814), Thomas Bezard (1789-1789), Henri Bezard (1790-1861), Emmanuel Bezard (1792-1854), Sophie Bezard (1794-?), Jean-Pierre Bezard (1797-1798).
- Guillaume Raymond Amant Viviès, qui avait épousé la fille de Me Brousse, notaire impérial à Limoux (Aude). Sans postérité connue, Raymond Viviès s'était pris d'affection pour ses neveux Paul et Henri, qu'il avait encouragés à intégrer l'école spéciale militaire de Saint-Cyr. Tous deux seront officiers d'infanterie. L'aîné Paul, que Raymond avait voulu adopter, sera tué à la bataille d'Orthez avec le grade de capitaine.
- Emmanuel Viviès

## États de service
Voir le détail dans le Dictionnaire biographique des généraux et amiraux français de la Révolution et de l'Empire, de Georges Six

## Titres, distinctions, honneurs…
- Chevalier de la Légion d'honneur (11 décembre 1803)[2]
- Officier de la Légion d'honneur (14 juin 1804) ;
- Chevalier de l'Ordre de la Couronne de Fer (1805) ;
- créé Baron de Laprade et de l'Empire (par lettres patentes du 11 août 1808).

## Armoiries
| Figure | Blasonnement |
| ------ | --- |
|        | Armes du baron de Laprade et de l'Empire Coupé; le premier parti d'argent à une foy de sable, et de gueules au signe des barons militaires, le deuxième d'azur chappé d'or et chargé d'un fer de lance d'argent; pour livrées : les couleurs de l'écu.. |